# WxPython
wxPython là bộ gói (binding) của wxWidgets bằng ngôn ngữ lập trình Python. wxPython là thư viện phần mềm miễn phí. Phiên bản mới nhất của wxPython là 2.9.1.1 (phát hành 19 tháng 10, 2010).
Một trong số các đặc điểm mới của phiên bản này là việc bổ sung các phương thức CalcRowLabelsExposed, CalcColLabelsExposed, CalcCellsExposed, DrawRowLabels, DrawRowLabel, DrawColLabels, và DrawColLabel trong lớp wx.grid.Grid. Ngoài ra, tên gọi các màu trong lớp wx.Colour còn được kèm luôn kênh alpha, chẳng hạn "#RRGGBBAA" hay "ColourName:AA".

## Lịch sử
wxPython được Robin Dunn viết với ý định tạo ra một bộ GUI toolkit có thể chạy trên cả hệ điều hành HP-UX và Windows 3.1. Sau đó ông tận dụng luôn bộ wxWidgets cùng với Python để tạo ra wxPython, với bản phát hành chính thức đầu tiên vào năm 1998.

## Sách
- wxPython in Action do Noel Rappin và Robin Dunn viết. Nhà xuất bản Manning, 2006. ISBN 1-932394-62-1.
- wxPython 2.8 application development cookbook do Cody Precord viết. Nhà xuất bản Packt 2010.

Bản mẫu:Bộ công cụ tiện ích